# 2006年12月广东

## 12月30日
- 广州地铁三、四号线全线开通营运。新华网

## 12月29日
- 朱小丹当选为中共广州市市委书记。新华网

## 12月27日
- 广东省停止收取管道燃气初装费。新华网

## 12月19日
- 林元和当选为中共佛山市市委书记，万庆良当选为中共揭阳市市委书记。新华网

## 12月8日
- 澳门特别行政区行政长官何厚铧和广东省省长黄华华共同主持在珠海召开的2006年粤澳合作联席会议。新华网

## 12月6日
- 广东省高级人民法院对“苏丹红事件”做出终审裁定，维持谭伟棠有期徒刑15年，并处罚金人民币230万元，冯永华有期徒刑10年，并处罚金人民币100万元的判决。新华网

## 按月存档的广东新闻动态
- 2006年：3月、4月、5月、6月、7月、8月、9月、10月、11月、12月
- 2007年：1月、2月
- 2008年
- 2009年：8月